# Harakadahalli, Mandya
Harakadahalli là một làng thuộc tehsil Mandya, huyện Mandya, bang Karnataka, Ấn Độ.